# Lavoslav Schwarz
Lavoslav Schwarz (geboren 1837 in Zagreb; gestorben 1906 ebenda) war ein kroatisch-jüdischer Kaufmann und eine historisch bedeutende Persönlichkeit der Jüdischen Gemeinde Zagreb.

## Leben
Lavoslav Schwarz kam als Sohn eines jüdischen Kaufmanns namens Salomon oder Saul im Jahre 1837 in der kroatisch-slawonischen Hauptstadt Zagreb zur Welt.
Durch sein ganzes Leben zeichnete sich Lavoslav Schwarz besonders durch die Nächstenliebe aus. Er unterstützte und gründete in Zagreb jüdische wie auch nichtjüdische soziale Einrichtungen. Auf seine Initiative wurden für Schüler der öffentlichen Hochschulen durch die Stadt Zagreb wie auch durch die Jüdische Gemeinde Zagreb Stipendien vergeben. Für die Jüdische Gemeinde in Zagreb ist die Gründung des ersten jüdischen Altenheims in Zagreb bedeutend. Das Altenheim wurde 1910 eröffnet und trägt den Namen „Dom Lavoslav Schwarz“.
Lavoslav Schwarz starb im Jahr 1906 im Alter von 69 Jahren in Zagreb.

## Belege
1. ↑  vgl. The Chronology of Jews in Croatia (Memento vom 8. Juli 2011 im Internet Archive), croatian-jewish-network.com, abgerufen am 22. September 2008

| Personendaten    | Personendaten                |
| ---------------- | ---------------------------- |
| NAME             | Schwarz, Lavoslav            |
| KURZBESCHREIBUNG | kroatisch-jüdischer Kaufmann |
| GEBURTSDATUM     | 1837                         |
| GEBURTSORT       | Zagreb                       |
| STERBEDATUM      | 1906                         |
| STERBEORT        | Zagreb                       |